# Christopher Lee
Sir Christopher Frank Carandini Lee (Londra, 27 maggio 1922 – Londra, 7 giugno 2015) è stato un attore e cantante britannico.
Nella sua prolifica carriera Lee ha impersonato principalmente personaggi antagonisti: è divenuto famoso per l'interpretazione del Conte Dracula in una serie di film della Hammer Film Productions e della Amicus Productions. Altri ruoli degni di nota includono Lord Summerisle in The Wicker Man, Francisco Scaramanga in Agente 007 - L'uomo dalla pistola d'oro, il Sith Conte Dooku nella trilogia prequel di Guerre stellari così come quello di Saruman il Bianco nelle trilogie de Il Signore degli Anelli e Lo Hobbit. Egli riteneva che il suo ruolo più importante fosse stato quello del fondatore del Pakistan Mohammad Ali Jinnah nel film Jinnah.
Dal 1948 alla sua morte, ha recitato in quasi 280 film, il che fa di lui uno degli attori più prolifici della storia del cinema. È entrato nel Guinness dei primati come l'attore vivente più citato sugli schermi, ed è anche il più anziano cantante a essere entrato in classifica (ventiduesimo nella Billboard Hot 100 a 91 anni e 6 mesi a fine 2013) e ad avere pubblicato un album metal (un EP a 92 anni nel 2014).
Nel 2001 è stato nominato Commendatore dell'Ordine dell'Impero Britannico (CBE) e il 13 giugno 2009 è stato insignito del titolo di Cavaliere, Knight Bachelor.

## Biografia

### Giovinezza e famiglia

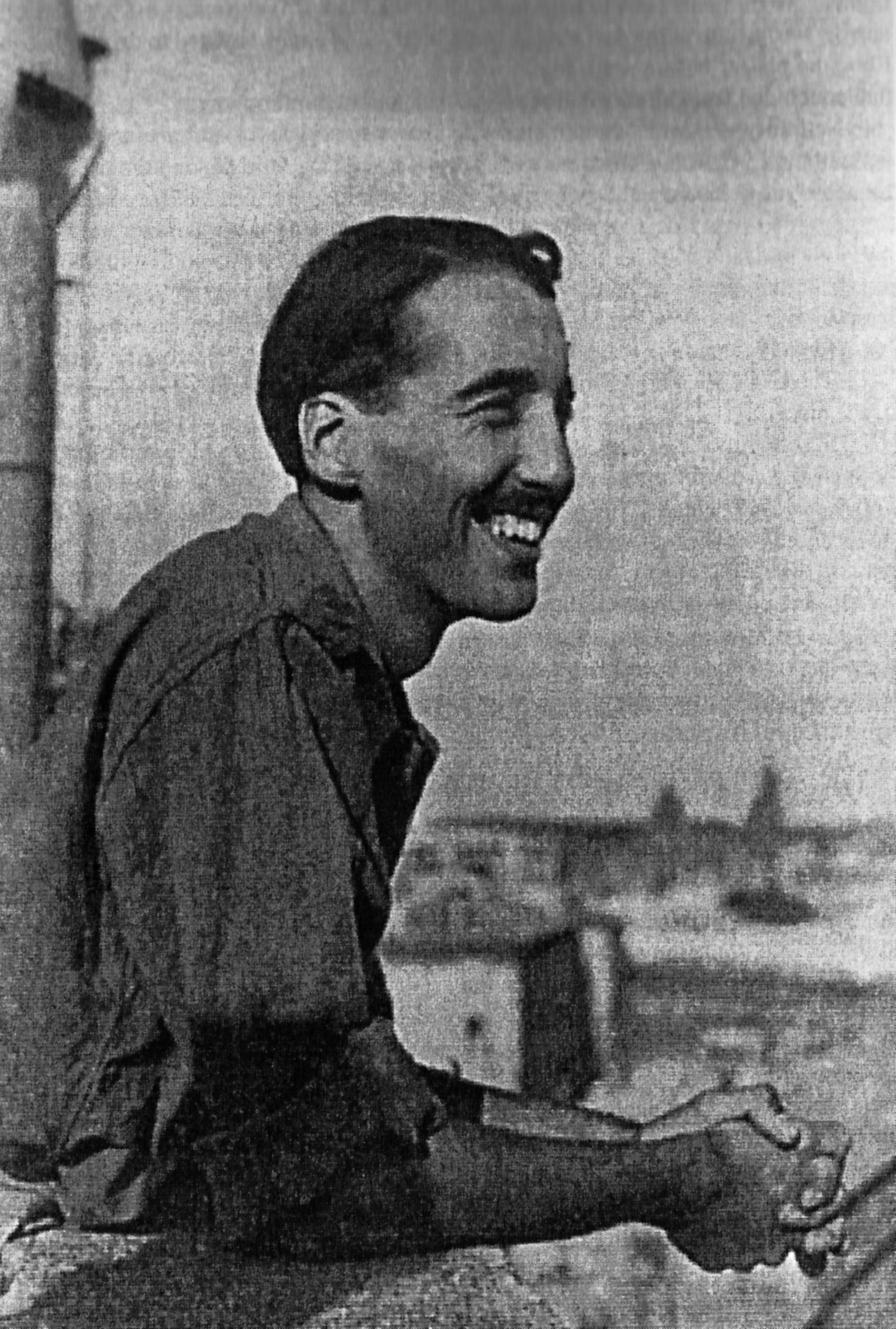
Christopher Lee a Roma nel 1944

Lee nacque a Londra, il 27 maggio 1922, figlio di Geoffrey Trollope Lee (1879-1941), ufficiale dell'esercito britannico, e di Estelle Marie Carandini dei marchesi di Sarzano (1889-1981). Estelle Marie Carandini era nipote di un politico italiano, Girolamo Carandini, marchese di Sarzano (1803-1870) rifugiatosi in Australia e figlia di Francesco Giacomo Carandini, nato a Sydney, e di Florence Clemenson, inglese. Estelle Marie Carandini fu una famosa bellezza del periodo edoardiano ritratta da Sir John Lavery, Oswald Birley, Olive Snell e dalla scultrice Clare Consuelo Sheridan, cugina di Winston Churchill. La bisnonna materna, moglie di Girolamo Carandini, era la cantante lirica inglese Marie Burgess Carandini (1826-1894). Il lignaggio dell'attore ha un tracciato di lungo periodo, che risale probabilmente fino a Carlo Magno.
I suoi genitori si separarono quando egli aveva quattro anni e divorziarono due anni dopo. La madre lo portò insieme alla sorella Xandra (1917-2012) in Svizzera. Dopo essersi iscritto alla Miss Fisher's Academy in Wengen, recitò il suo primo ruolo nei panni di Tremotino. La famiglia ritornò a Londra, dove Lee frequentò la Wagner's private school. La madre si risposò con Harcourt 'Ingle' Rose, banchiere e zio di Ian Fleming.
Con il trasferimento a Fulham, ebbe vari noti vicini di casa, come l'attore Eric Maturin, il principe Feliks Jusupov, che introdusse il ragazzo nell'alta società attraverso l'incontro con il Gran Duca Dmitrij Pavlovič Romanov, assassino di Rasputin, che il giovane Lee interpretò molte volte a teatro. Completò la propria istruzione frequentando il Wellington College, dove vinse una borsa di studio per studiare greco antico e latino.

### Servizio militare
Nel 1939 fu volontario nelle forze armate finlandesi durante la guerra d'inverno contro l'Unione Sovietica; comunque come ha ammesso nella sua autobiografia, egli ed i suoi colleghi volontari britannici rimasero in Finlandia solo due settimane e si tennero lontani dalle forze armate sovietiche tutto il tempo.
Formato come pilota in Sudafrica, in seguito lavorò per la United States Lines, ma all'inizio del 1940 entrò nel Beecham Group come operatore. Quando Beecham spostò la sede operativa fuori da Londra, entrò nella Home Guard. Nell'inverno, suo padre si ammalò di polmonite bilaterale e morì il 12 marzo 1941. Resosi conto di non essere portato per la carriera d'esercito come suo padre, decise di entrare come volontario nella Royal Air Force. Si recò alla stazione di RAF Uxbridge per la necessaria preparazione, venendo poi destinato all'Initial Training Wing di Paignton. Dopo aver passato gli esami a Liverpool, il British Commonwealth Air Training Plan lo pose a bordo della Reina del Pacifico in Sudafrica, per poi raggiungere Hillside, Bulawayo, in Rhodesia meridionale. Durante alcuni voli di prova, soffrì frequenti mal di testa e di vista annebbiata. L'ufficiale medico gli diagnosticò un problema al nervo ottico e gli consigliò di interrompere l'attività di pilota. Venne spostato in diverse stazioni di volo prima di trovare una collocazione fissa nella capitale della Rhodesia, Salisbury, nel dicembre del 1941. Visitò quindi Mazowe Dam, Marandellas, la Wankie Game Reserve e le rovine della Grande Zimbabwe. Pensando di dover "fare qualcosa di costruttivo" decise di entrare nella RAF Intelligence. Con l'approvazione dei superiori entrò nella Rhodesian Police Force e venne assegnato presso la prigione di Salisbury. Promosso "leading aircraftman" venne spostato a Durban, in Sudafrica, prima di spostarsi nuovamente a Suez a bordo della Nieuw Amsterdam.
Dopo avere trascorso qualche tempo presso il canale di Suez riprese il suo lavoro di spionaggio presso la città di Ismailia. Venne inserito quindi nel No. 205 Group RAF nel gennaio del 1943, e poi al No. 260 Squadron RAF sempre come ufficiale del servizio informazioni. Con il progredire della campagna militare in Nordafrica la squadriglia inglese si portò da Maaten Bagush a Mersa Matruh e iniziò ad abbisognare di un adeguato supporto aereo per bombardare importanti obbiettivi strategici a terra. L'avanzata degli alleati proseguì in Libia attraverso Tobruch e Bengasi sino all'arco dei Fileni e poi verso El Agheila, Homs e Tripoli, mentre la squadriglia aereo veniva incaricato di cinque missioni al giorno. Durante la prosecuzione dell'avanzata in Tunisia rischiò la vita durante uno di questi scontri. Dopo aver rotto la linea Mareth delle forze dell'Asse, la squadriglia di Lee si pose infine a Kairouan. Dopo la resa dei militari dell'Asse in Nordafrica nel maggio del 1943, si spostò con la sua squadriglia a Zuara in Libia per prepararsi all'invasione della Sicilia. Si spostò quindi a Malta e dopo la cattura dell'isola ad opera dell'8ª armata britannica, venne preso anche il villaggio siciliano di Pachino mentre la base permanente venne posta ad Agnone Bagni. Alla fine di luglio del 1943 ricevette la sua seconda promozione in grado. Dopo la fine della campagna in Sicilia si ammalò di malaria sei volte in un anno e venne ricoverato nell'ospedale di Cartagine per gli adeguati trattamenti medici. Al suo ritorno, trovò la sua squadriglia in pessimo stato morale dal momento che ormai da troppo tempo mancavano notizie dal fronte orientale e dall'Unione Sovietica che avrebbe dovuto tenere occupate le forze tedesche su quel fronte. In questa situazione delicata, con l'assottigliarsi anche delle riserve di alcolici, seppe prendere in mano saldamente la situazione ed evitò un ammutinamento.
Dopo l'invasione alleata dell'Italia la squadriglia di Lee venne posto di stanza a Foggia e poi a Termoli durante tutto l'inverno del 1943. Trascorse gran parte del suo tempo con l'8ª divisione di fanteria indiana gurkha con la quale combatté la battaglia di Monte Cassino. Nel corso dell'ultimo assalto a Monte Cassino, la squadriglia era di base a Sant'Angelo e Lee rischiò nuovamente di venire ucciso. Nel novembre del 1944, venne promosso "flight lieutenant" e lasciò la squadriglia a Iesi per portarsi al quartier generale della Air Force. Prese inoltre parte ai preparativi di assalto di una non ben identificata fortezza alpina tedesca. Dopo la fine della guerra venne invitato a caccia nei pressi di Vienna a Pörtschach am Wörthersee. Negli ultimi mesi del suo servizio attivo, parlando fluentemente sia il francese che il tedesco, oltre all'inglese ed all'italiano madrelingua, venne impiegato nel Central Registry of War Criminals and Security Suspects per scoprire e rintracciare i criminali di guerra nazisti.

### Carriera cinematografica

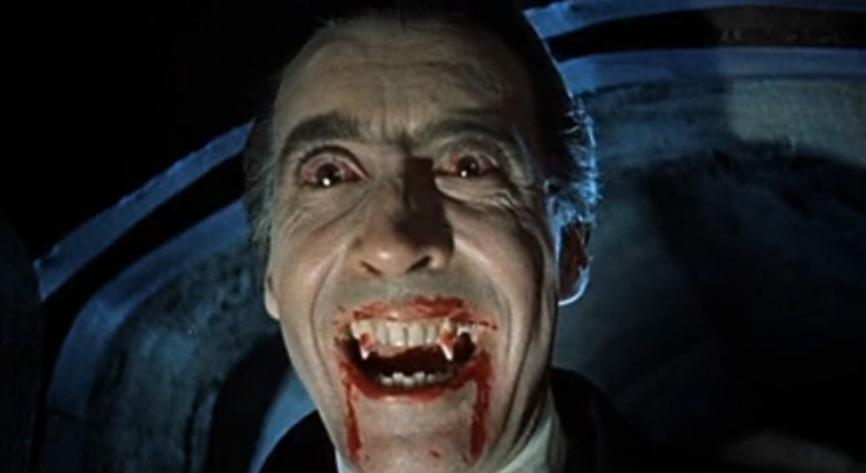
Christopher Lee interpreta il Conte Dracula nel film Dracula il vampiro (1958)

Nel 1946, dopo avere discusso con l'ambasciatore italiano Nicolò Carandini, cugino della madre, ottenne un contratto di sette anni con la Rank Organization. Carandini appoggiò le aspirazioni del giovane affermando che la bisnonna, Marie Carandini, era stata un'affermata cantante d'opera in Australia.
Debuttò nel 1948 nel film Il mistero degli specchi di Terence Young. Nello stesso anno fece una apparizione non accreditata nel film Amleto di Sir Laurence Olivier. Durante il decennio successivo fece quasi trenta film, impersonando quasi del tutto personaggi d'azione. La sua prima interpretazione per la casa di produzione Hammer fu nel ruolo della "Creatura" ne La maschera di Frankenstein, girato nel 1956 con il suo amico Peter Cushing. Una scena del film venne presa dal regista statunitense Stanley Kubrick per il film di Lolita (1962) dove si può vedere per pochi secondi un giovane Christopher Lee.

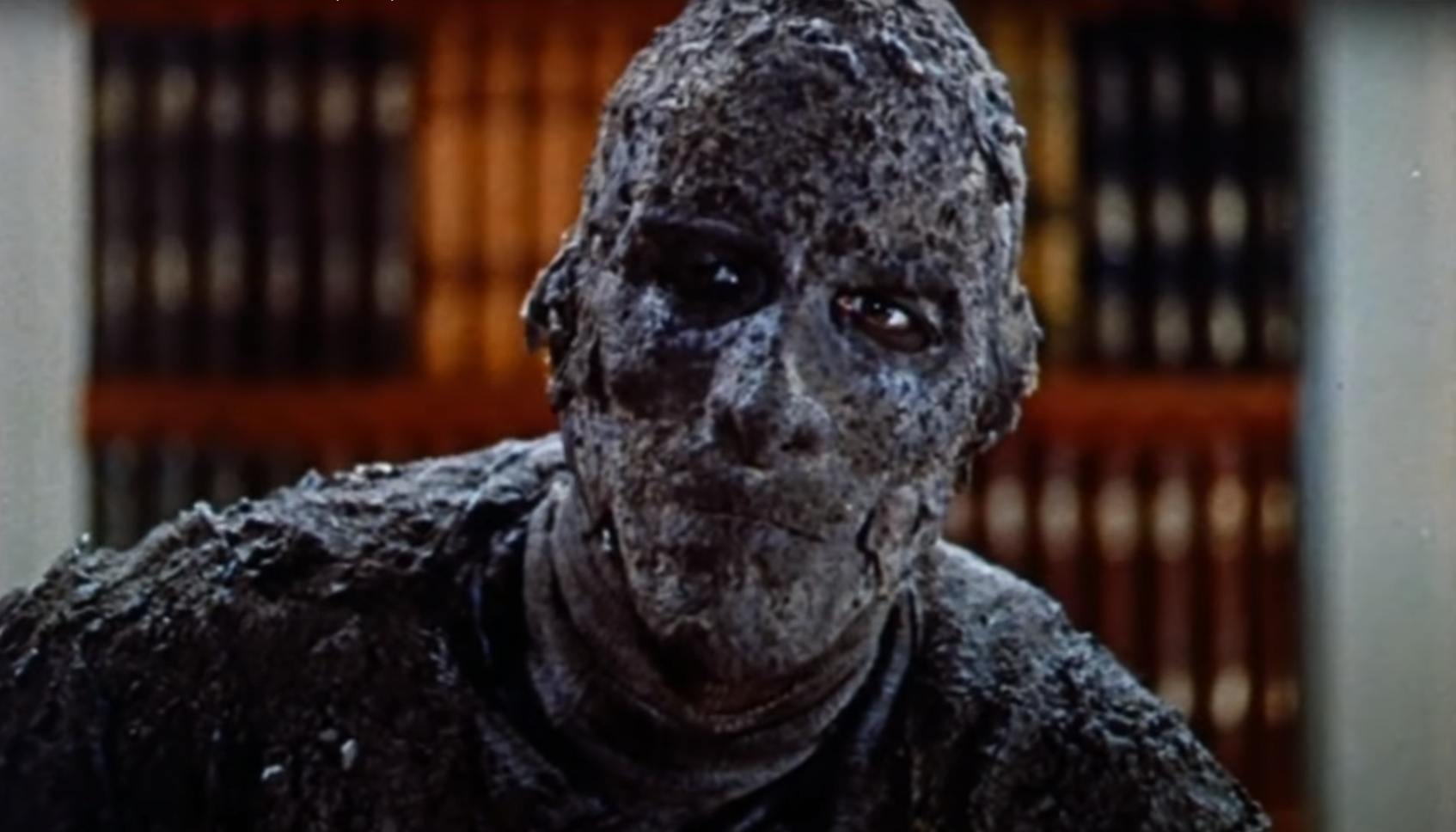
Christopher Lee interpreta la mummia Kharis nel film La mummia (1959)

Quello condusse alla sua prima apparizione in qualità del terribile transilvano succhiatore di sangue nel film del 1958 Dracula il vampiro. Successivamente, ha interpretato il personaggio del Conte Dracula in altre undici occasioni (tra cui spiccano i sette film della serie della Hammer), quali: Dracula, principe delle tenebre (Dracula: Prince of Darkness 1966), Le amanti di Dracula (Dracula Has Risen from the Grave, 1968), Il conte Dracula (Count Dracula, 1969), Cuadecuc, vampir (1969), Una messa per Dracula (Taste the Blood of Dracula, 1970), Controfigura per un delitto (One More Time, 1970), Il marchio di Dracula (Scars of Dracula 1970), 1972: Dracula colpisce ancora! (Dracula AD 1972, 1972), I satanici riti di Dracula (The Satanic Rites of Dracula, 1973), Dracula, fantasia o realtà (Vem var Dracula?, 1975) e Dracula padre e figlio (Dracula père et fils, 1976)
Christopher Lee aveva un rapporto molto conflittuale con il personaggio che lo rese celebre, Dracula: in una masterclass di due ore tenuta a Trieste il 27 novembre 2009, dove l'attore ripercorreva la sua carriera, non ha mai nominato il famoso vampiro. Il giorno seguente si rifiutò di autografare un poster del film Dracula per un suo fan, firmando invece il restante materiale che gli veniva offerto.
Fra le varie proposte di lavoro ricevute gli era stato proposto il ruolo del Dr. Sam Loomis nel film Halloween - La notte delle streghe, diretto da John Carpenter nel 1978, ma declinò a causa dello scarso compenso, e la parte andò a Donald Pleasence. Anni dopo confessò allo stesso Carpenter che declinare quella parte era stato un grande errore. Prima che a Lee, il ruolo era stato similmente proposto al suo amico Peter Cushing. Nel frattempo aveva partecipato a molti film, tra cui Terrore e terrore (1970), Ritorno dall'ignoto (1978) e Howling II - L'ululato (1985). Assieme a Terence Stamp e David Hemblen era stato considerato per il ruolo di Magneto nel film X-Men, diretto da Bryan Singer nel 2000. La scelta è caduta poi su Ian McKellen, già diretto da Singer in L'allievo nel 1998.
Negli anni duemila interpretò due ruoli molto importanti in altrettanto importanti produzioni: lo stregone Saruman il Bianco nelle trilogie de Il Signore degli Anelli, Lo Hobbit e il conte Dooku nella trilogia prequel di Star Wars. Lee accettò il ruolo di Saruman poiché era troppo vecchio per quello di Gandalf, che l'attore inseguì per decenni; Lee aveva conosciuto J. R. R. Tolkien e ne era amico, ma tutti i precedenti progetti di portare al cinema i suoi libri erano stati accantonati; quando arrivò il momento, Lee non era più in condizioni di girare le numerose scene d'azione di Gandalf, quindi il ruolo andò a Ian McKellen; ma Lee accettò quello di Saruman per poter partecipare al progetto.
Il 15 marzo 2010 pubblicò un concept album symphonic metal dal titolo Charlemagne: By the Sword and the Cross assieme a un'orchestra. Nello stesso anno partecipò alla registrazione della riedizione dell'album Battle Hymns del gruppo epic metal Manowar, interpretando la voce narrante, che nel disco originario era quella di Orson Welles. 
Morì il 7 giugno 2015 al Chelsea and Westminster Hospital di Londra, dov'era stato ricoverato per problemi respiratori. La sua morte venne annunciata quattro giorni più tardi, il pomeriggio dell'11 giugno 2015.

## Vita privata

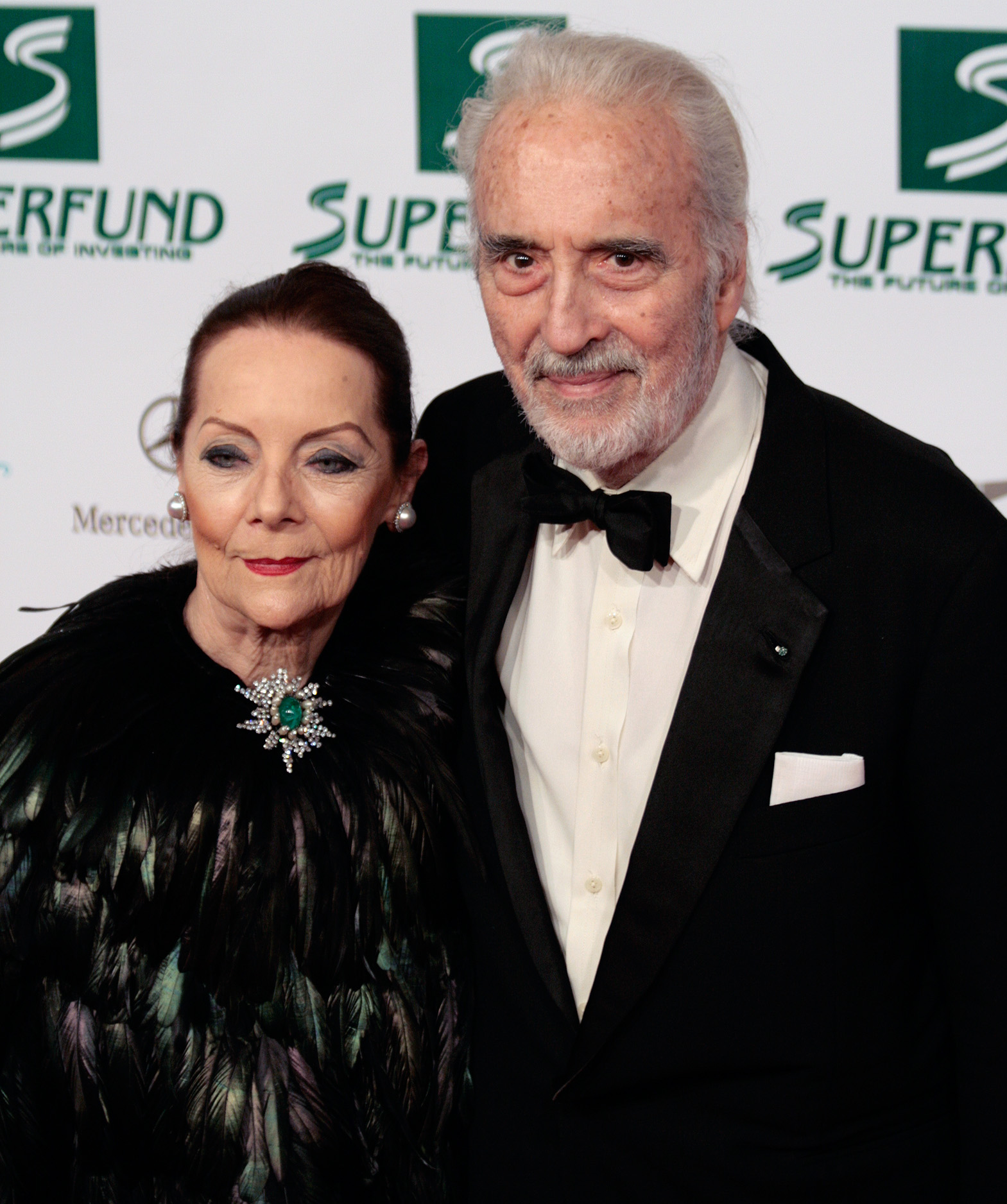
Christopher Lee insieme alla moglie Birgit Kroencke agli Women's World Awards 2009

Il 17 marzo 1961 sposò la pittrice ed ex-modella danese Birgit Krøncke con la quale ebbe una figlia: Christina Erika, nata il 23 novembre 1963. Egli era inoltre lo zio dell'attrice britannica Harriet Walter, cugino di Ian Fleming, ideatore di 007, e cugino di terzo grado dell'archeologo Andrea Carandini. Il 21 giugno 2004 gli venne conferita la cittadinanza onoraria nella città di Casina, in provincia di Reggio Emilia, dove vissero i suoi antenati.
Contrariamente a quanto si dice, non possedeva una biblioteca dell'occulto. Durante una conferenza tenuta l'8 novembre 2011 all'University College Dublin, parlando dell'argomento affermò: "Somebody wrote I have 20,000 books. I'd have to live in a bath! I have maybe four or five..." (in italiano: Qualcuno ha scritto che ho 20.000 libri. Dovrei vivere in bagno! Ne ho forse quattro o cinque...). Parlava fluentemente l'inglese, il francese, l'italiano, lo spagnolo e il tedesco, nonché abbastanza bene lo svedese, il russo e il greco.

## Discografia

### Album in studio
- 1998 - Christopher Lee Sings Devils, Rogues & Other Villains
- 2006 - Revelation
- 2010 - Charlemagne: By The Sword & The Cross
- 2013 - Charlemagne: The Omens of Death

### EP
- 1984 - Capitan Invencible - Name your Poison
- 2012 - A Heavy Metal Christmas
- 2013 - A Heavy Metal Christmas Too
- 2014 - Metal Knight
- 2014 - Darkest Carols, Faithful Sing (Single)

### Apparizioni come ospite
- 1973 - The Wicker Man Soundtrack
- 1995 - Annie Get Your Gun[61]
- 1995 - The Rocky Horror Show[62]
- 1998 - The King and I[63]
- 2002 - Musicality of Lerner and Loewe[64]
- 2004 - Symphony of Enchanted Lands II: The Dark Secret (con i Rhapsody of Fire)
- 2003 - Lord of the Rings: Songs and Poems by J. R. R. Tolkien
- 2006 - Triumph or Agony (con i Rhapsody of Fire)
- 2010 - The Frozen Tears of Angels (con i Rhapsody of Fire)
- 2010 - The Cold Embrace of Fear - A Dark Romantic Symphony (con i Rhapsody of Fire)
- 2011 - From Chaos to Eternity (con i Rhapsody of Fire)
- 2015 - Hollywood Vampires (con gli Hollywood Vampires)

## Opere
Lee ha scritto alcuni libri, comprese alcune biografie.
- Christopher Lee's Treasury of Terror, Pyramid Publications, 1966
- Christopher Lee's New Chamber of Horrors, Souvenir Press, 1974
- Christopher Lee's Archives of Terror, Warner Books, Volume I, 1975; Volume 2, 1976
- Tall, Dark and Gruesome (autobiografia), W. H. Allen, 1977 and 1999
- Lord of Misrule (autobiografia, versione rivista e ampliata di Tall Dark and Gruesome), Orion Publishing Group Ltd., 2004

## Doppiatori italiani
Nelle versioni in italiano delle opere in cui ha recitato, Christopher Lee è stato doppiato da:
- Renato Turi in Dracula il vampiro, La vergine di Norimberga, Le cinque chiavi del terrore, Rasputin: il monaco folle, Le incredibili avventure del signor Grand col complesso del miliardo e il pallino della truffa, Il trono di fuoco, Controfigura per un delitto, La scala della follia, Il terrore viene dalla pioggia, Milady, L'avaro
- Omero Antonutti in Talos - L'ombra del faraone, Il mistero di Sleepy Hollow, Il Signore degli Anelli - La Compagnia dell'Anello, Il Signore degli Anelli - Le due torri, Il Signore degli Anelli - Il ritorno del re (edizione estesa), Star Wars - Episodio III - La vendetta dei Sith, L'ultimo dei Templari, Dark Shadows, Lo Hobbit - Un viaggio inaspettato, Lo Hobbit - La battaglia delle cinque armate
- Emilio Cigoli in Oltre Mombasa, Il conte Dracula, Una messa per Dracula, 1972: Dracula colpisce ancora!, Horror Express, I satanici riti di Dracula
- Nando Gazzolo in Verso la città del terrore, Ercole al centro della terra, Il teatro della morte, Il giro del mondo in 80 giorni, L'isola del tesoro, Jackpot
- Luciano De Ambrosis ne I tre moschettieri, Doppia visione, The Stupids, I fiumi di porpora 2 - Gli angeli dell'Apocalisse, Triage, Hugo Cabret
- Giorgio Piazza in Sherlock Holmes - La valle del terrore, La cripta e l'incubo, Il marchio di Dracula, Airport '77
- Glauco Onorato in Tempi duri per i vampiri, Death Train, La casa che grondava sangue
- Sergio Graziani in Il teschio maledetto, La salamandra, Giovanni Paolo II
- Giorgio Lopez in Tradire è un'arte - Boogie Woogie, Ladri di cadaveri - Burke & Hare, Treno di notte per Lisbona
- Bruno Persa ne Il corsaro dell'isola verde, La principessa di Mendoza
- Gualtiero De Angelis in Vittoria amara, Lo sguardo che uccide
- Pino Locchi ne Il mostro di Londra, La casa del terrore
- Sergio Rossi in Sfida al diavolo, Le amanti di Dracula
- Sergio Tedesco ne La tredicesima vergine, L'Odissea
- Michele Kalamera in Dracula padre e figlio, La fabbrica di cioccolato
- Gianni Marzocchi in Alla conquista del West, Charlie's Angels
- Gianni Musy in Sorellina e il principe del sogno, La bussola d'oro
- Walter Maestosi ne Le avventure del giovane Indiana Jones, Star Wars: Episodio II - L'attacco dei cloni
- Gianfranco Bellini ne Le avventure del capitano Hornblower, il temerario
- Manlio Busoni in Moulin Rouge
- Giuseppe Rinaldi ne La furia dei Baskerville
- Giulio Bosetti ne La frusta e il corpo
- Sandro Tuminelli ne Il castello dei morti vivi
- Mario Feliciani ne La dea della città perduta
- Ferruccio Amendola in Terrore e terrore
- Virginio Gazzolo in 23 pugnali per Cesare
- Sergio Fiorentini ne La vera storia del dottor Jekyll
- Norman Mozzato in Non prendete quel metrò
- Alessandro Sperlì in Agente 007 - L'uomo dalla pistola d'oro
- Carlo Alighiero in Spazio 1999
- Gino Donato ne Il cervello dei morti viventi
- Renzo Palmer in Killer Commando - Per un pugno di diamanti
- Arturo Dominici in Una figlia per il diavolo
- Raffaele Uzzi in Ritorno dall'ignoto
- Pietro Biondi in Nel mirino del giaguaro
- Roberto Villa ne L'isola della paura
- Giulio Platone in Triade chiama Canale 6
- Gabriele Carrara ne La casa delle ombre lunghe
- Adolfo Fenoglio in Howling II - L'ululato
- Riccardo Garrone in Shaka Zulu
- Alessandro Rossi ne Il ritorno dei tre moschettieri
- Renato Izzo ne La rivoluzione francese
- Eros Pagni in Gremlins 2 - La nuova stirpe
- Dario De Grassi ne Il ladro dell'arcobaleno
- Massimo Milazzo ne I racconti del mistero e del terrore
- Diego Reggente in Festa di mezzanotte - L'invito è a sorpresa
- Sandro Iovino in Mosè
- Gianni Bertoncin in In the Beginning - In principio era
- Carlo Reali in The Resident
- Stefano De Sando nei ridoppiaggi de La vendetta di Fu Manchu, The Blood of Fu Manchu
- Mario Cordova ne Il lungo coltello di Londra (ridoppiaggio)

Da doppiatore è stato sostituito da:
- Omero Antonutti ne Il Signore degli Anelli - Le due torri  (videogioco), Il Signore degli Anelli: La Battaglia per la Terra di Mezzo (videogioco), Il Signore degli Anelli - La Terza Era (videogioco)
- Renato Turi in Dieci piccoli indiani
- Riccardo Garrone ne L'ultimo unicorno
- Michele Kalamera ne La sposa cadavere
- Rodolfo Bianchi in Star Wars: The Clone Wars
- Alessandro Rossi in Alice in Wonderland
- Gianni Gaude ne Il Signore degli Anelli - Il ritorno del Re (videogioco)